# Embalse de Valuengo
Embalse de Valuengo este o arie protejată (arie de protecție specială avifaunistică — SPA) din Spania întinsă pe o suprafață de 284,96 ha, integral pe uscat.

## Localizare
Centrul sitului Embalse de Valuengo este situat la coordonatele 38°18′26″N 6°38′35″W / 38.3072°N 6.6431°V.

## Înființare
Situl Embalse de Valuengo a fost declarat arie de protecție specială avifaunistică în iunie 2003 pentru a proteja 48 de specii de animale.

## Biodiversitate
Situată în ecoregiunea mediteraneană, aria protejată conține 1 habitat natural: Tufărișuri termo-mediteraneene și de pre-deșert.
La baza desemnării sitului se află mai multe specii protejate:
- păsări (42): fluierar de munte (Actitis hypoleucos), pescăruș albastru (Alcedo atthis), rață sulițar (Anas acuta), rață lingurar (Anas clypeata), rață mare (Anas platyrhynchos), rață pestriță (Anas strepera), gâscă cenușie (Anser anser), stârc cenușiu (Ardea cinerea), stârc galben (Ardeola ralloides), rață-cu-cap-castaniu (Aythya ferina), rața moțată (Aythya fuligula), Bubulcus ibis, pasărea ogorului (Burhinus oedicnemus), fugaci roșcat (Calidris ferruginea), barză albă (Ciconia ciconia), barză neagră (Ciconia nigra), erete de stuf (Circus aeruginosus), egretă albă (Egretta alba), egretă mică (Egretta garzetta), becațină comună (Gallinago gallinago), piciorong (Himantopus himantopus), pescăruș negricios (Larus fuscus), pescăruș râzător (Larus ridibundus), ciocârlie de pădure (Lullula arborea), rață cu ciuf (Netta rufina), stârc de noapte (Nycticorax nycticorax), vultur pescar (Pandion haliaetus), cormoran mare (Phalacrocorax carbo), bătăuș (Philomachus pugnax), Phoenicopterus ruber, lopătar (Platalea leucorodia), țigănuș (Plegadis falcinellus), corcodel mare (Podiceps cristatus), ciocântors (Recurvirostra avosetta), chiră mică (Sterna albifrons), silvie de tufiș (Sylvia undata), corcodel mic (Tachybaptus ruficollis), fluierar de mlaștină (Tringa glareola), fluierar cu picioare verzi (Tringa nebularia), fluierarul de zăvoi (Tringa ochropus), pupăză (Upupa epops), nagâț (Vanellus vanellus)
- mamifere (1): vidră de râu (Lutra lutra)
- pești (3): Luciobarbus comizo, Pseudochondrostoma willkommii, Rutilus alburnoides
- reptile (2): țestoasa de baltă (Emys orbicularis), Mauremys leprosa

Pe lângă speciile protejate, pe teritoriul sitului au mai fost identificate 4 specii de păsări, 1 specie de pești.